# Nexus One
O Nexus One é um celular desenvolvido pelo Google e HTC lançado em 5 de janeiro de 2010. Ele usa o Android como sistema operacional. Algumas características do celular incluem a habilidade de transcrever voz para texto, dois microfones com capacidade de reduzir ruídos, e direções de voz durante a direção.
O telefone vem desbloqueado e não é restrito para uso em qualquer operadora de celular. O Google o ofereceu para uso na rede T-Mobile nos Estados Unidos. Uma versão para uso na Verizon (EUA) e na Vodafone (Europa) foi lançada em Abril de 2010.

## Especificações
O Telefone celular veio com a versão 2.1 do Android e foi mantido até a versão 2.3.6, e seu hardware é composto por um processador Qualcomm Snapdragon Scorpion de 1.0 GHz, com memória RAM de 512 MB e tela de 480 x 800 pixels.
Possui tela ou ecrã sensível ao toque que que inicialmente não permitia multitouch, algo que foi adicionado em uma atualização . Além disso possui também uma câmera digital de 5.0 megapixels.

## Sucessores
O Nexus One foi sucedido pelo Nexus S, e mais recentemente, em 2011, pelo Galaxy Nexus, em 2012 pelo Nexus 4, em 2013 pelo Nexus 5, em 2014 pelo Nexus 6, e em 2015 pelo Nexus 6P e Nexus 5X.